# Marriott International
Marriott International je celosvětový provozovatel a poskytovatel franšízy z širokého portfolia hotelů a ubytovacích služeb. Společnost byla založena J. Willardem Marriottem a nyní je pod vedením syna JW (Billa) Marriotta Jr. Dnes Marriott International vlastní přes 6900 ubytovacích nemovitostí ve 130 zemích.

## Historie
Marriott byl založen J. Willardem Marriottem v roce 1927, kdy on a jeho manželka otevřeli stánek s limonádou ve Washingtonu. Se jejich podnik rozšířil do řetězce restaurací a hotelů. Jejich syn a současný předseda představenstva a generální ředitel JW (Bill) Marriott, Jr. vedl společnost k velkolepému světovému růstu. 
Marriott International byla založena v roce 1992, kdy Marriott Corporation rozdělena do dvou společností, Marriott International a Host Marriott Corporation. V dubnu 1995 Marriott International získal 49% podíl v Ritz-Carlton Hotel Company.